# Kingsley Castle
Kingsley Castle, auch Castle Cob, ist eine abgegangene mittelalterliche Burg im Dorf Kingsley in der englischen Verwaltungseinheit Cheshire West and Chester. Es gilt als Scheduled Monument.
Der Mound ist kegelstumpfförmig, 2,8 Meter hoch, mit einem Durchmesser von 23 Meter an der Basis und einem von 6 Meter oben. Er ist menschengemacht und besteht aus schwarzer Erde.
Geschichtswissenschaftler hielten den Mound der Motte zunächst für ein großes Hügelgrab. Die Steinstufen und Betonfundamente eines Sommerhauses stammen aus späterer Zeit. Letztere gehören nicht zum Scheduled Monument. Bisher gab es Ausgrabungen nur in geringem Umfang.